# Всеки ден, всяка нощ
„Всеки ден, всяка нощ“ е български игрален филм (драма) от 1978 година на режисьора Владислав Икономов, по сценарий на Кирил Войнов. Оператор е Емил Вагенщайн. Музиката във филма е композирана от Кирил Цибулка.

## Актьорски състав
- Вельо Горанов – Лейтенант Дачев
- Михаил Ботевски – Лейтенант Христов
- Георги Василев – Майор Лябов
- Димитър Коканов – Начко
- Димитър Хаджиянев – Гергин Досев
- Виолета Донева – Дъщерята на Станойчева
- Доротея Тончева – Шофьорката
- Станислава Калчева – Журналистката
- Александра Тагарова
- Антоанета Николова
- Милка Туйкова